# Cryptotrogus
Cryptotrogus  es un género de coleópteros escarabeidos.

## Especies
- Cryptotrogus afghanus	Balthasar 1956
- Cryptotrogus brenskei	(Reitter 1895)
- Cryptotrogus gallagheri	Sabatinelli & Pontuale 1998
- Cryptotrogus glasunovi	(Semenov 1896)
- Cryptotrogus kruppi	Sabatinelli & Pontuale 1998
- Cryptotrogus miksici	Petrovitz 1965
- Cryptotrogus niveus	Hampe
- Cryptotrogus pajnii	Mittal 1979
- Cryptotrogus pauper